# (15857) Touji
(15857) Touji est un astéroïde de la ceinture principale.

## Description
(15857) Touji est un astéroïde de la ceinture principale. Il fut découvert le 10 mars 1996 à Kitami par Kin Endate et Kazuro Watanabe. Il présente une orbite caractérisée par un demi-grand axe de 2,27 UA, une excentricité de 0,12 et une inclinaison de 2,6° par rapport à l'écliptique.

## Compléments